# La corsa più pazza d'America n. 2
La corsa più pazza d'America n. 2 (The Cannonball Run II) è un film del 1984 diretto da Hal Needham.
Film commedia d'azione che tratta di corse clandestine in auto, sequel di La corsa più pazza d'America (The Cannonball Run) del 1981. Nel 1989 uscì un terzo capitolo della serie, intitolato La corsa più pazza del mondo 2 (Speed Zone).

## Trama
Il Re, padre dello Sceicco Abdul Ben Falafel e contrariato dall'insuccesso del figlio nella precedente edizione della Cannonball da cui è appena tornato, ordina a suo figlio di vincere la gara per portare lustro alla dinastia. Lo Sceicco Abdul rileva quindi il diritto di organizzare la corsa e, invece di attendere l'anno successivo, rimette subito in moto la carovana dei piloti per una nuova edizione dalla California al Connecticut, con un premio di un milione di dollari.
Ai nastri di partenza si rivedono molti piloti dell'edizione precedente, ognuno con il suo espediente per ingannare le forze dell'ordine: J.J. McClure e Victor Prinzim questa volta si travestono da un Generale dell'esercito con il suo autista; Jamie Blake e Morris Fenderbaum sono travestiti da poliziotti, alla guida di una Chevrolet Corvette rossa; lo Sceicco stesso, a bordo della sua Rolls-Royce con il suo schiavo bianco e il dottor Nikolas Van Helsing, Jill e Marcie che, fuso il motore della propria Lamborghini Countach, saltano da una vettura all'altra facendo leva sulla loro sensualità; il giovane Mel con il suo amico Terry, alla guida di una Limousine speciale con un orangutan che, seduto al sedile anteriore, finge di guidarla; infine, la supertecnologica Mitsubishi di Jackie Chan e Arnold.
La gara scorre veloce fino a quando lo sceicco non viene rapito dagli scagnozzi di Don Cannelloni, un terribile ed infido malavitoso di Las Vegas che ha una montagna di debiti e che ha pensato di risolvere i suoi problemi finanziari con il riscatto che pensa di ricevere dal padre dello Sceicco. Lo Sceicco viene però subito liberato da tutti gli altri concorrenti, che sospendono la gara per salvarlo. Così i concorrenti, con l'aiuto dello Sceicco e suo padre, decidono di unire le forze per sconfiggere e uccidere Don Cannelloni e i suoi scagnozzi che vengono arrestati dalla polizia, ma licenziati, espulsi e prelevati in tronco da Las Vegas, facendo in modo che la malavita sia destinata a morire di morte violenta.
La corsa può così ricominciare e tutti i concorrenti già giunti al traguardo si preparano per un'immediata rivincita.